# La Noce (nouvelle)
Pour les articles homonymes, voir La Noce.
La Noce est une nouvelle de sept pages d’Anton Tchekhov, publiée en 1887.

## Historique
La Noce est initialement publiée dans la revue russe Le Journal de Pétersbourg, numéro 259, du 21 septembre 1887, sous le pseudonyme d'A Tchekhonte.  

## Résumé
Le lieutenant-colonel marie sa fille. Liouba est la dernière de la famille. On a embauché des extras, réquisitionné des soldats pour faire le service et l’orchestre du régiment pour la musique. La mariée part à l'église avec les garçons et filles d’honneur.
La dot de dix mille roubles a été versée au mari, et la maison est maintenant au nom de Liouba. Enfin, la noce revient. Musique, champagne, thé : c’est la fête ! Le lieutenant-colonel boit pendant que sa femme montre la chambre des jeunes mariés. Le colonel est ivre : la noce est réussie.

## Édition française
- La Noce, traduit par Édouard Parayre, Éditions Gallimard, Bibliothèque de la Pléiade, 1970  (ISBN 2-07-010550-4)